# Nólsoy, Nólsoy
Nólsoy este un oraș din Insulele Faroe.